# Burgstall Gegenpoint
Der Burgstall Gegenpoint (auch Geggenpoint, Kekenpoint, früher noch Kekkepiunt, Kekinpiunt oder Geckenpoint) ist eine abgegangene hochmittelalterliche Spornburg etwa zwei Kilometer östlich des Klosters Fürstenfeld (Fürstenfeldbruck) auf einem 550 m ü. NN hohen Sporn der Emmeringer Leite, dem Nikolausberg. Die Burg wurde im 15. Jahrhundert verlassen und anschließend als Steinbruch ausgebeutet. Heute sind nur noch die Erdwerke des ehemaligen Adelssitzes im Gelände erkennbar.

## Geschichte
Der Ortsname „Kekinpuint“ erscheint bereits 857 in einer Urkunde und bezeichnet eine Siedlung. Der Name bedeutet wohl „umzäuntes Feld“ (Point) in der Nähe einer Quelle (Kekin). Was aus der Siedlung danach wurde, ist nicht bekannt. Sie wurde entweder vor Burggründung aufgegeben oder war mit der kleinen Ansiedlung, die in Burgnähe bestand, identisch.
Von 1147 bis 1340 saßen die Herren von Gegenpoint auf der Veste. Möglicherweise stammt das Geschlecht von einer älteren Familie ab, die ursprünglich auf dem Engelsberg über dem späteren Kloster saß und sich nach dem Ort „von Prukk“ benannte. Allerdings zeigt die Anlage des Burgstalls auf dem Gegenpoint Übereinstimmungen mit frühmittelalterlichen Wehranlagen (Doppelgräben), vielleicht wurde hier eine Vorgängeranlage, etwa eine kleinere Ungarnschutzburg, ausgebaut.
Die Gegenpointer scheinen Dienstleute Herzog Heinrichs des Löwen gewesen zu sein. Die Größe des Burgstalls und die Bezeichnung „nobilis“ deuten auf eine hervorgehobene Stellung dieser Familie im Umfeld des Welfenherzogs und auf eine mutmaßliche edelfreie Herkunft. Im 13. Jahrhundert verfügten sie über großen Besitz in der Umgebung. Die exponierte Stellung als welfischer Vorposten an der Grenze zum Gebiet der aufsteigenden Wittelsbacher führte schließlich zum Untergang der Burg. 1340 verkaufte der Schwiegersohn Heinrichs von Gegenpoint einen Großteil seiner Güter an das Kloster Fürstenfeld, das die Wittelsbacher 1263 in der Nähe angelegt hatten. Nach dem Sturz des Welfen begann der wirtschaftliche Abstieg der ehemals so mächtigen Gegenpointner, der noch durch einige Erbteilungen beschleunigt wurde. Das Kloster als größter Grundherr der Gegend verzichtete auf den Schutz durch Burgen und Dienstleute. Nach dem Kauf wurde die Burg bis auf die Kapelle schließlich abgerissen. Die Familie verschwand am Ende des 14. Jahrhunderts vollständig aus der Geschichte (Gunter der Wat von Geggenpoint, 1391).
Der Historische Verein Fürstenfeldbruck errichtete 1985 einen Gedenkstein hinter der östlichen Einfahrt. Dahinter erzählt eine Informationstafel von der Geschichte der Burg.

## Ehemalige Burganlage
Nach einer Urkunde von 1306 standen in der Hauptburg ein Turm und ein Wohnhaus. Ein Tor mit Zugbrücke führte auf die Vorburg. In der Vorburg befand sich ein Wohnhaus, ein Stadel, der Brunnen, die Burgkapelle, zwei Gärten und das Osttor mit Zugbrücke.
Die Kapelle St. Nikolaus überdauerte das Ende der Burg. In ihr wurden noch bis 1775 Messen gelesen, obwohl sie sich bereits Ende des 16. Jahrhunderts in schlechtem Zustand befand. 1785 wurde sie dann aber wegen Baufälligkeit abgetragen. Heute erinnert ein Holzkreuz an ihren Standort.

## Beschreibung des Burgstalls

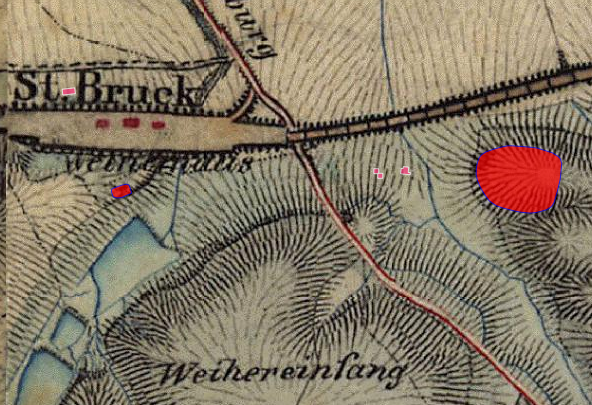
Lageplan von Burgstall Gegenpoint auf dem Urkataster von Bayern

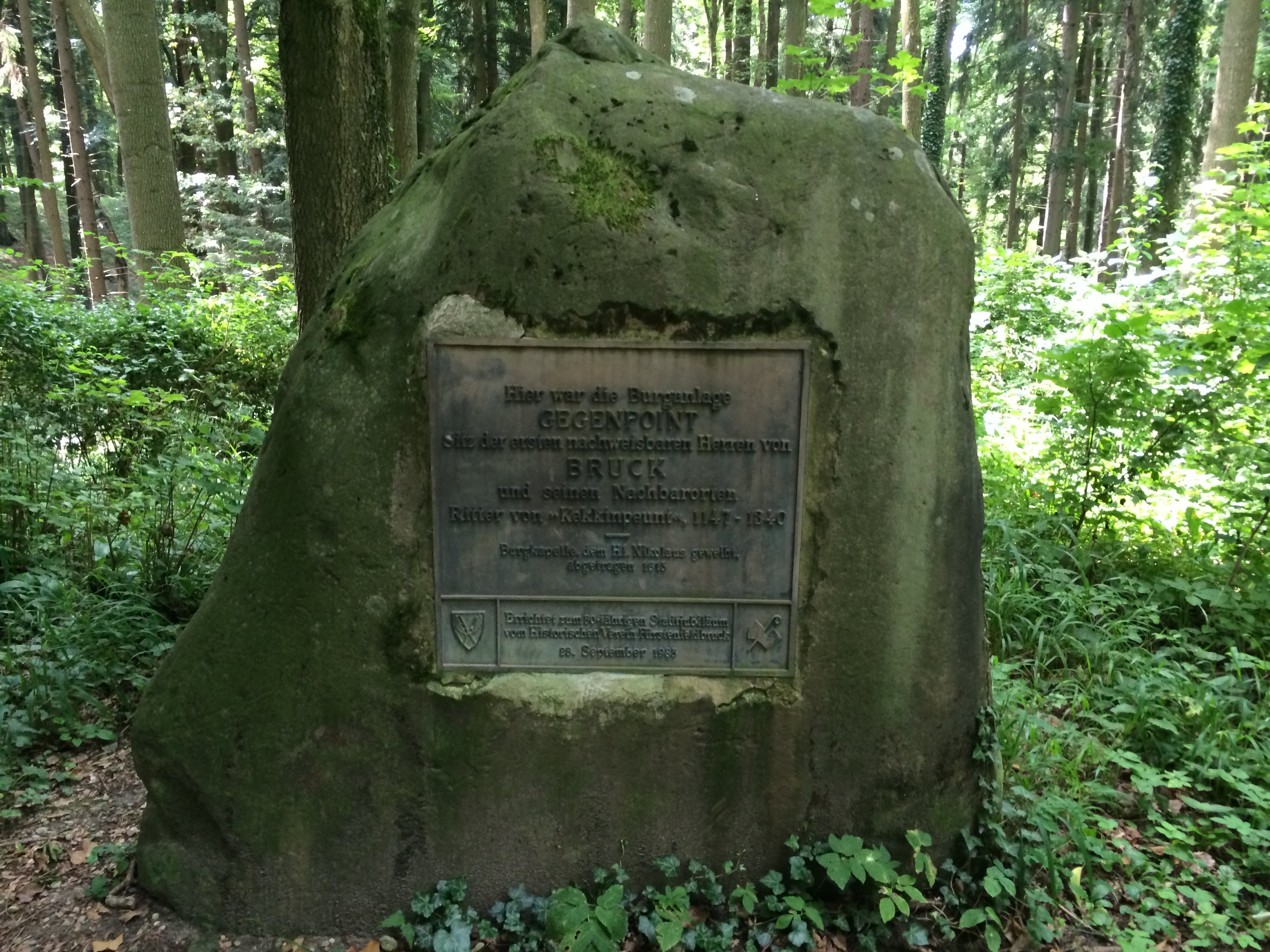
Gedenkstein des Historischen Vereins Fürstenfeldbruck.

Der Burgstall besteht aus der rechteckigen Kernburg (circa 25 × 35 Meter) über dem Ampertal und der vorgelegten geräumigen Vorburg (circa 60 × 60 Meter) im Osten, die durch einen drei bis vier Meter tiefen Halsgraben getrennt werden. Der Kegel der Hauptburg wird auf drei Seiten durch die Steilabfälle geschützt, das Plateau der Vorburg von einem Doppelgraben umlaufen. Die innere Grabentiefe beträgt hier noch bis zu drei Meter, der Außengraben ist etwa einen bis anderthalb Meter tief.
Der alte Burgweg zieht von Norden zur Vorburg hinauf, die Anlage liegt etwa 20 bis 30 Meter über dem Tal. Im Süden ermöglicht eine Erdbrücke unbekannter Zeitstellung den bequemen Zugang zur Vorburg, im Nordwesteck heben sich die Fundamente der ehemaligen Burgkapelle deutlich vom Gelände ab.
Das Bayerische Landesamt für Denkmalpflege verzeichnet das Bodendenkmal als „Burgstall des hohen und späten Mittelalters ("Geggenpoint").“ unter der Denkmalnummer D 1-7833-0066.

## Sagen
Der Sage nach kann man das Weinen von Kindern hören, wenn man sein Ohr auf den Erdboden des Burgstalls legt. Es sollen die Kinder der Ritterfrauen sein, die von den Frauen getötet wurden.
Emmeringer Bürger des 19. Jahrhunderts behaupteten, dass sie nahe der Burgstelle im Niklasholz unterirdische Gänge vorgefunden hätten und in diese auch hinabgestiegen seien.